# الجيش الأول (الإمبراطورية الروسية)
الجيش الأول الروسي هو أحد جيوش الإمبراطورية الروسية شارك في الحرب العالمية الأولى على الجبهة الشرقية لمدة عامين. وقد كلف في بداية الحرب عام 1914 بغزو بروسيا الشرقية بالتعاون مع الجيش الثاني الروسي. قامت القوات الروسية بهجوم حاسم وسريع في بروسيا الشرقية. ومع ذلك، أوقف الجيش الأول والثاني من قبل الجيش الألماني الثامن، برئاسة المشير باول فون هيندنبورغ ورئيس هيئة الأركان، الجنرال إريك لودندورف. الجيوش الألمانية والروسية التقت في معركة تاننبرغ، حيث طوق الجيش الثاني وعانى من الدمار الكامل. كل من الجيش الأول والثاني الجيوش تكبد خسائر رهيبة في واحدة من الانتصارات الأكثر شمولا الألمانية في الحرب العالمية الأولى.
تعرض الجيش الأول أيضا لهزيمة في معركة بحيرات ماسوريان الأولى في أيلول / سبتمبر 1914، التي أدت إلى إقالة رينينكامبف والاستعاضة عنه بيتفينوف. خدم الجيش الأول في الجبهة الشمالية الغربية للفترة المتبقية من الحرب. استعيض عن يتفينوف بسوكوفنين في نيسان / أبريل 1917. استبدل فانوفسكي سوكوفنين في تموز / يوليو واخر قائد للجيش، فون نوتبك، تولى في أيلول / سبتمبر 1917.

## القادة
- 19.07.1914-18.11.1914 -- الجنرال بول فون رينينكامبف (بالروسية : Павел Карлович фон Ренненкампф)
- 05.12.1914-02.04.1917 -- الجنرال الكسندر ايفانوفيتش يتفينوف (بالروسية : Александр Иванович Литвинов)
- 12.04.1917-24.04.1917 -- اللفتنانت الجنرال ايليا اوديشيليدز (بالروسية : Илья Зурабович Одишелидзе)
- 22.04.1917-30.07.1917 -- اللفتنانت الجنرال ميخائيل أليكسييفيتش سوكوفنين (بالروسية : Михаил Алексеевич Соковнин)
- 31.07.1917-09.09.1917 -- اللفتنانت الجنرال جليب ميخائيلوفيتش فانوفسكي (بالروسية : Глеб Михайлович Ванновский)
- 09.09.1917-11.1917 -- قال الليفتنانت جنرال فلاديمير فلاديميروفيتش فون نوتبك (بالروسية : Владимир Владимирович фон Нотбек)